# Marwan Abado
Marwan Abado (* 1967 in Beirut) ist ein aus dem Nahen Osten stammender österreichischer Musiker (Gesang, Oud, Komposition, Texte), der heute in Wien lebt.

## Leben
Abado wurde als Sohn einer christlich-palästinensischen Familie in einem Flüchtlingslager in Beirut geboren. Nachdem Abado 1985 nach Österreich migrierte, setzt er dort seine musikalische Ausbildung auf der Kurzhalslaute Oud bei Asim Chalabi fort.
Seit 1987 gibt Abado Konzerte in Europa und im arabischen Raum, aber auch in den USA und Kuba. Seine Kompositionen bauen auf der klassischen Darstellungsform der arabischen Musik auf. 1994 erschien bei Extraplatte sein Debütalbum دواير = Circles = Kreise, dem weitere Alben wie Sohn des Südens folgten. Mit Peter Rosmanith entstand 2001 das Album مراكب = Marakeb. 2004 veröffentlichte er gemeinsam mit Krzysztof Dobrek, Aliosha Biz, Roland Neuwirth und Alegre Corrêa das Album ’s geht eh!, dem 2005 die CD Kabila folgte.
Abado arbeitete zudem mit Musikern wie Timna Brauer, Yair Dalal, Simone Pergmann, Franz Hautzinger, Kamilia Jubran, Otto Lechner, Elliott Sharp, Paul Gulda oder André Heller. 2003 arbeitete er mit jungen israelischen und palästinensischen Musikern beim Festival junger Künstler in Bayreuth. Mit seiner Frau Viola Raheb legte er das palästinensische Kochbuch Zeit der Feigen vor.

## Preise und Auszeichnungen
Abado wurde mit seinen Mitmusikern für die gemeinsame CD ’s geht eh vom österreichischen Musikmagazin Concerto 2005 zum besten Künstler in der Kategorie world & folk des Jahres 2005 gewählt, für das Folgealbum Kabila 2006 zum zweitbesten Musiker in derselben Kategorie. 2008 erhielt er das Bundes-Ehrenzeichen für Interkulturellen Dialog vom Bundesminister für Unterricht, Kunst und Kultur.